# Центр Картера
Це́нтр Ка́ртера (англ. The Carter Center) — неурядова, неприбуткова організація, заснована у 1982 році колишнім президентом США Джиммі Картером та його дружиною Розалін Картер.
Спільно з Університетом Еморі Центр Картера займається захистом прав людини і полегшенням страждань людини. Центром керує Радою опікунів, що складається з багатьох відомих бізнесменів, педагогів, колишніх державних чиновників та відомих філантропів. Центр розташований в Атланті. Допоміг поліпшити якість життя людей у більш ніж 70 країнах світу.
2002 року президент Картер отримав Нобелівську премію миру «за десятиліття невпинних зусиль для пошуку мирного вирішення міжнародних конфліктів, зміцнення демократії та прав людини, а також сприяння економічному і соціальному розвиткові». У 2007 році він написав автобіографію «Поза Білим домом: Ведення миру, боротьба з хворобами, побудова надії», в якій викладено хроніку перших 25 років діяльності Центру Картера[джерело?].